# Fath Safir
«Сафир» (перс. سفیر‎; араб. سَفِيْر‎, означает «путешественник») — иранский многоцелевой военный внедорожник с колёсной формулой 4x4, производимый компанией Fath Vehicle Industries. Создан на базе Джипа M38, от которого отличается острыми углами кузовных панелей, капота и решётки радиатора.
Поставлялся в Ирак силами ополчения, поскольку производить его в массовом количестве недорого.

## История
Safir был официально представлен в 2008 году. Джип был замечен в средствах массовой информации за пределами Ирана в связи с его использованием проиранскими ополченцами, воюющими против «Исламского государства».
Судан производит данные машины по лицензии под названием Karaba VTG01. Данная модель была публично представлена на выставке IDEX 2013 в Объединённых Арабских Эмиратах.

## Варианты
Safir имеет модульную конструкцию, за счёт чего имеет множество вариантов. К ним относятся:
- Вариант, оснащённый РСЗО Fajr 1 калибра 107 мм.
- Вариант, оснащённый 106-мм безоткатным ружьем (M40) для использования против вражеской бронетехники
- Вариант, оснащённый ПТРК Toophan для борьбы с вражескими танками
- Вариант, оснащённый ПТРК 9К11 «Малютка» (вероятно, иранского производства)
- Вариант, оснащённый ПТРК Towsan
- Вариант, оснащённый станковым гранатомётом
- Командирская машина
- Машина скорой помощи
- Излучатель радиоволн

## Операторы
- Иран[8]
- Ирак: Используются Силами народной мобилизации.[9]
- Судан: Производится по лиценизии под обозначением Karaba VTG01.[6]
- Сирия[10]
- Ливия: Используется Ливийской национальной армией.[11]

### Негосударственные операторы
- Известно, что машины данной модели используются катаибской «Хезболлой», армией Бадра и силами Пешмерги.[4]
- Известно, что захваченные машины использовались «Исламским государством» и «Хайят Тахрир аш-Шам».[4]
- Харакат Хезболла аль-Нуджаба[12]
- Катаиб Сайид аш-Шухада[12]
- Асаиб Ахль аль-Хак[12]
- Лива аль-Зульфикар[12]
- Лива Фатимиюн[13]
- Сарайя Ансар аль-Акида[12]
- Сарайя аль-Салам[12]
- Сарайя Ашура[12]
- Сарайя аль-Хорасани[12]